# Paraptila
Paraptila is een geslacht van vlinders van de familie bladrollers (Tortricidae), uit de onderfamilie Tortricinae.

## Soorten
- P. argocosma Meyrick, 1911
- P. biserrata Brown, 1990
- P. bloomfieldi Brown, 1990
- P. cornucopis (Walsingham, 1914)
- P. equadora Brown, 1990
- P. gamma (Walsingham, 1914)
- P. pseudogamma Brown, 1990
- P. symmetricana Brown, 1990